# Ichimai no hagaki
Pour plus de détails, voir Fiche technique et Distribution.
Ichimai no hagaki (一枚のハガキ) est un film dramatique japonais écrit et réalisé par Kaneto Shindō et sorti en 2010.

## Fiche technique
- Titre original : 一枚のハガキ (Ichimai no hagaki?)
- Réalisation : Kaneto Shindō
- Dates de sortie :
  -  Japon : 27 octobre 2010 (Festival international du film de Tokyo)

## Distribution
- Etsushi Toyokawa : Keita Matsuyama
- Shinobu Ōtake : Tomoko Morikawa
- Naomasa Musaka : Sadazo Morikawa
- Akira Emoto : Yukichi Morikawa, le beau-père
- Mitsuko Baishō : Chiyo Morikawa, la belle-mère
- Yasuhito Ōchi : Sanpei Morikawa
- Ren Ōsugi : Kichigoro Izumiya
- Maiko Kawakami : Mie Matsuyama
- Masahiko Tsugawa : Riwemon, l'oncle de Matsuyama
- Moeko Ezawa : la tante de Matsuyama
- Hôka Kinoshita : soldat A
- Yasuhiro Ohara : soldat B
- Tokuko Watanabe :
- Asuka Hashimoto :
- Dai Watanabe : officier
- Akaji Maro : le moine
- Tamayo : strip-teaseuse

## Récompenses et distinctions
- Nikkan Sports Film Award 2011 : meilleur film